# San Pedro de Vilamajor
San Pedro de Vilamajor o San Pedro de Villamayor  (oficialmente y en catalán, Sant Pere de Vilamajor) es un municipio de la comarca del Vallés Oriental, en la provincia de Barcelona, en la comunidad autónoma de Cataluña, España. Forma parte de la subcomarca natural del Bajo Montseny.

## Geografía
Situado en su extremo más septentrional, en la variante más meridional de la llanura de La Calma. Es uno de los municipios más extensos de la comarca pero a la vez con una de las densidades de población más bajas. 
Limita al sur con San Antonio de Vilamajor, al este con San Esteban de Palautordera y Santa María de Palautordera y Fogás de Monclús, al norte con Montseny al oeste con Tagamanent, Cánoves y Cardedeu.

## Comunicaciones
La principal vía de comunicación es un ramal de la carretera BP-5107, que va de Llinás del Vallés a San Lorenzo Savall, pasa por San Antonio de Vilamajor y de allí da acceso a los diversos núcleos habitados que conforman el municipio.

## Historia
El descubrimiento de restos ibéricos y romanos hacen pensar que existió un enclave íbero y, posteriormente, una villa romana que se mantuvo durante el periodo visigodo. De lo que no hay dudas es que durante el siglo IX hubo en San Pedro de Vilamajor una población estable que disfrutaba de los beneficios de una pequeña iglesia.
San Pedro de Vilamajor fue un lugar destacado en época medieval, ya que donde actualmente se encuentra la iglesia, estuvo el Palacio Condal de los Condes de Barcelona, Ramón Berenguer IV y Petronila de Aragón.
Durante esta época era la primera o la segunda, dependiendo del siglo, población más grande de la zona. Con el paso del tiempo, Vilamajor fue perdiendo importancia. Los condes dejaron de ir. El terremoto del siglo XV derribó gran parte del palacio condal que se encontraba en un estado lamentable.
La existencia de una importante población diseminada en la época feudal, dio lugar a la creación de numerosas capillas, ermitas o iglesias. Cabe destacar entre ellas la antigua ermita de Can Nadal de origen prerrománico y que pasa por ser la más antigua de todo el municipio y la ermita dedicada a San Elías que se edificó en el siglo XV.
Con el proceso industrializador de Cataluña, San Pedro de Vilamajor fue perdiendo poco a poco población. A principios del siglo XX con la revolución industrial, se construyeron varios edificios de veraneo de estilo modernista. La proximidad de Barcelona propició las urbanizaciones de segunda residencia que actualmente genera un nuevo crecimiento demográfico del pueblo.

## Demografía
San Pedro de Vilamajor cuenta con una población de 4941 habitantes (INE 2024).
| Gráfica de evolución demográfica de San Pedro de Vilamajor entre 1842 y 2021 |
| |
| Población de derecho según los censos de población del INE. Población de hecho según los censos de población del INE.En estos censos se denominaba San Pedro de Vilamajor: 1842, 1857, 1860, 1877, 1887, 1897, 1900, 1910, 1920, 1930, 1940, 1950, 1960, 1970 y 1981. |

### Población por núcleos
Desglose de población según el Padrón Continuo por Unidad Poblacional del INE.
| Núcleos                | Habitantes (2014) | Varones | Mujeres |
| ---------------------- | ----------------- | ------- | ------- |
| Boscassos y Vallserena | 1839              | 928     | 911     |
| Brugueres              | 34                | 19      | 15      |
| Canyes                 | 63                | 31      | 32      |
| El Brugue              | 1279              | 643     | 636     |
| El Pla                 | 362               | 183     | 179     |
| San Pedro de Vilamajor | 620               | 292     | 328     |
| Santa Susana           | 34                | 16      | 18      |
| Sot de L'Om            | 17                | 8       | 9       |

## Administración y política
| Periodo   | Nombre                   | Partido               |
| --------- | ------------------------ | --------------------- |
| 1979-1983 | Esteve Bruguera i Arqué  | AIU                   |
| 1983-1987 | Josep Brunell i Gómez    | AIU                   |
| 1987-1991 | Josep Brunell i Gómez    | CiU                   |
| 1991-1995 | Josep Brunell i Gómez    | AIU                   |
| 1995-1999 | Joan Icart i Clos        | CiU                   |
| 1999-2003 | Joan Icart i Clos        | CiU                   |
| 2003-2007 | Joan Bruguera Gras       | Independientes - ERC  |
| 2007-2011 | Josep Maria Llesuy Suñol | CiU                   |
| 2011-2015 | Josep Maria Llesuy Suñol | CiU                   |
| 2015-2019 | Pamela Isus i Saurí      | ERC                   |
| 2019-2023 | Pamela Isus i Saurí      | Pere Solé i LavallCUP |

## Economía
La economía del municipio es mayoritariamente agrícola, ganadera y forestal.

### Evolución de la deuda viva
El concepto de deuda viva contempla sólo las deudas con cajas y bancos relativas a créditos financieros, valores de renta fija y préstamos o créditos transferidos a terceros, excluyéndose, por tanto, la deuda comercial.
| Gráfica de evolución de la deuda viva del ayuntamiento entre 2008 y 2014                             |
| |
| Deuda viva del ayuntamiento en miles de Euros según datos del Ministerio de Hacienda y Ad. Públicas. |

La deuda viva municipal por habitante en 2014 ascendía a 189,50 €.

## Cultura

### Fiestas
- Fiesta Mayor (Festa Major): Se celebra en torno al primer fin de semana de julio.
- Festival Vilamagore Medieval: Se celebra el primer fin de semana de noviembre y revive la vida en la Vila Magore del siglo XII cuando en el pueblo había un palacio condal, una parada obligada entre Barcelona y Gerona, en el camino hacia Francia, que contaba con un mercado para abastecer sus necesidades básicas en la Edad Media.[12]